# تایلر بلک وود
تایلر بلک وود (انگلیسی: Tyler Blackwood؛ زادهٔ ۲۴ ژوئیهٔ ۱۹۹۱) بازیکن فوتبال اهل بریتانیا است.
از باشگاه‌هایی که در آن بازی کرده‌است می‌توان به باشگاه فوتبال فینیکس رایزینگ، باشگاه فوتبال کویینز پارک رنجرز، باشگاه فوتبال نورث‌همپتون تاون، و باشگاه فوتبال نیوپورت کانتی اشاره کرد.